# L'Extrême Limite
Pour plus de détails, voir Fiche technique et Distribution.
L'Extrême Limite (Boiling Point) est un film américano-français réalisé par James B. Harris, sorti en 1993.

## Synopsis
Red Diamond sort de prison et entraîne son compagnon de cellule Ronnie sur un coup : revendre des faux billets. Ronnie procède à l'échange puis abat son contact. Lequel n'était autre que Russo de la brigade financière, meilleur ami et parrain du fils de l'inspecteur Jimmy Mercer. Bravant ses supérieurs, ce dernier n'aura de cesse de le venger.

## Fiche technique
- Titre français : L'Extrême Limite
- Titre original : Boiling Point
- Réalisation : James B. Harris
- Scénario : James B. Harris, adapté du roman de Gerald Petievich Money Men
- Musique : John D'Andrea & Cory Lerios
- Photographie : King Baggot
- Montage : Jerry Brady
- Production : Leonardo De La Fuente & Marc Frydman
- Société de production : Studiocanal
- Société de distribution : Warner Bros.
- Pays :  États-Unis,  France
- Langue : anglais
- Format : couleur - Dolby - 35 mm - 1.85:1
- Genre : policier
- Durée : 92 min

## Distribution
- Wesley Snipes (VF : Jean-Louis Faure ; VQ : Jean-Luc Montminy) : Inspecteur Jimmy Mercer
- Dennis Hopper (VF : Roger Crouzet ; VQ : Vincent Davy) : Rudolph « Red » Diamond
- Viggo Mortensen (VF : Éric Herson-Macarel ; VQ : Gilbert Lachance) : Ronnie
- Lolita Davidovich (VQ : Marie-Andrée Corneille) : Vikki Dunbar
- Dan Hedaya (VF : Daniel Russo ; VQ : Hubert Gagnon) : Brady
- Jonathan Banks (VF : Bernard Tiphaine ; VQ : Ronald France) : Max Waxman
- Seymour Cassel (VF : Sady Rebbot ; VQ : Guy Nadon) : Virgil Leach
- Valerie Perrine (VF : Monique Thierry ; VQ : Diane Arcand) : Mona
- Tony Lo Bianco (VF : Pascal Renwick ; VQ : Jean Fontaine) : Tony Dio
- Stephanie Williams (VF : Marie-Christine Darah) : Sally
- James Tolkan (VQ : Jean-Marie Moncelet) : Levitt
- Lorraine Evanoff (VF : Laurence Crouzet) : Connie
- Christine Elise (VQ : Valérie Gagné) : Carol
- Paul Gleason (VF : Patrick Messe) : Homme de la transaction
- Tobin Bell (VF : Jean-Yves Chatelais) : Roth
- James Pickens Jr. (VF : Pascal Nzonzi) : Officier de prison
- Bobby Hosea (en) : Steve
- Nancy Sullivan (en) : Caissière

Source VQ : Doublage Québec

## Production

### Lieux de tournage
Sauf indication contraire, les informations mentionnées dans cette section peuvent être confirmées par la base de données cinématographiques IMDb,  présente dans la section « Liens externes ».
Le film a été tourné à Los Angeles :
- À la gare.
- Au Avalon Hollywood.
- À l'hotel Roosevelt.
- Au restaurant Molly's Charbroiler, au 1605 Vine Street (en).

## Bande originale
Sauf indication contraire, les informations mentionnées dans cette section peuvent être confirmées par le générique de fin de l'œuvre audiovisuelle présentée ici, ainsi que par la base de données cinématographiques IMDb,  présente dans la section « Liens externes ».
- Money Men Blues par Sweet Pea Atkinson (en).
- Money Men par Mitchell Marcoulier.
- They're Gonna Get You par Zero Ted.
- Don't You Forget It par Cory Lerios (en).
- Dream par The Danny May Orchestra.
- Jersey Bounce par The Danny May Orchestra.
- I Was Starting to Feel Romantic par The Danny May Orchestra.
- Stompin with Red par The Danny May Orchestra.
- First Things First par Daniel May.

## Accueil

### Accueil critique
Sur l'agrégateur américain Rotten Tomatoes, le film récolte 18 % d'opinions favorables pour 11 critiques.